# Atlanta Hawks 1983-1984
La stagione 1983-84 degli Atlanta Hawks fu la 35ª nella NBA per la franchigia.
Gli Atlanta Hawks arrivarono terzi nella Central Division della Eastern Conference con un record di 40-42. Nei play-off persero al primo turno con i Milwaukee Bucks (3-2).

## Roster
| N° | Naz.                   | Ruolo | Sportivo          | Anno | Alt. | Peso |
| -- | ---------------------- | ----- | ----------------- | ---- | ---- | ---- |
| 1  | Stati Uniti (bandiera) | G     | Wes Matthews      | 1959 | 185  | 77   |
| 3  | Stati Uniti (bandiera) | G     | Eddie Johnson     | 1955 | 188  | 82   |
| 5  | Stati Uniti (bandiera) | AC    | Billy Paultz      | 1948 | 211  | 107  |
| 10 | Stati Uniti (bandiera) | GA    | Randy Wittman     | 1959 | 198  | 95   |
| 14 | Stati Uniti (bandiera) | G     | Charlie Criss     | 1948 | 173  | 75   |
| 16 | Stati Uniti (bandiera) | G     | Johnny Davis      | 1955 | 188  | 77   |
| 21 | Stati Uniti (bandiera) | GA    | Dominique Wilkins | 1960 | 201  | 91   |
| 24 | Stati Uniti (bandiera) | G     | Armond Hill       | 1953 | 193  | 86   |
| 25 | Stati Uniti (bandiera) | G     | Doc Rivers        | 1961 | 193  | 84   |
| 30 | Stati Uniti (bandiera) | C     | Tree Rollins      | 1955 | 216  | 107  |
| 31 | Stati Uniti (bandiera) | AC    | Rickey Brown      | 1958 | 208  | 98   |
| 32 | Stati Uniti (bandiera) | AC    | Dan Roundfield    | 1953 | 203  | 93   |
| 33 | Stati Uniti (bandiera) | A     | John Pinone       | 1961 | 203  | 104  |
| 34 | Stati Uniti (bandiera) | GA    | Mike Glenn        | 1955 | 188  | 79   |
| 35 | Stati Uniti (bandiera) | GA    | Sly Williams      | 1958 | 201  | 95   |
| 44 | Stati Uniti (bandiera) | A     | Scott Hastings    | 1960 | 208  | 107  |
| 54 | Stati Uniti (bandiera) | AC    | Mark Landsberger  | 1955 | 203  | 98   |

## Staff tecnico
- Allenatore: Mike Fratello
- Vice-allenatori: Brendan Suhr, Bob Reinhart, Ron Rothstein